# دوپ (شخصیت خیالی)
دوپ یک شخصیت خیالی است که در کتاب های کمیک آمریکایی منتشر شده توسط مارول کامیکس ظاهر می شود. این شخصیت در دنیای مارول ظاهر می شود که توسط نویسنده پیتر میلیگان و هنرمند مایک آلرد خلق شده است. او اولین بازی خود را در X-Force #116 انجام داد.  او موجودی سبز رنگ و شناور با منشأ ناشناخته است که به یک "زبان" کاملاً خود صحبت می کند (که در متن با فونت خاصی نمایش داده می شود). 